# Stolephorus
Stolephorus – rodzaj ryb promieniopłetwych z podrodziny Engraulinae w obrębie rodziny sardelowatych (Engraulidae).

## Rozmieszczenie geograficzne
Do rodzaju należą gatunki występujące w wodach Oceanu Indyjskiego i zachodniego, południowo-zachodniego, północno-zachodniego oraz środkowego Oceanu Spokojnego

## Morfologia
Długość ciała do 15,5 cm; brak szczegółowych danych dotyczących masy ciała.

## Systematyka
Rodzaj zdefiniował w 1803 roku francuski przyrodnik Bernard Germain de Lacépède w publikacji własnego autorstwa o tytule Historia naturalna ryb. Gatunkiem typowym jest (późniejsze oznaczenie) sardelina komersonka (S. commersonnii).

### Etymologia
- Stolephorus: gr. στολη stolē ‘szata’, od στελλω stellō ‘ubierać’; φορος -phoros ‘noszący’, od φερω pherō ‘nosić’[7].
- Amentum: łac. amentum ‘pasek’[8]. Gatunek typowy (oryginalne oznaczenie): Stolephorus commersonnii Lacépède, 1803.

### Podział systematyczny
Do rodzaju należą następujące gatunki:

- Stolephorus acinaces Hata, Lavoué & Motomura, 2020
- Stolephorus advenus Wongratana, 1987
- Stolephorus andhraensis Babu Rao, 1966
- Stolephorus apiensis (Jordan & Seale, 1906)
- Stolephorus astrum Hata & Motomura, 2024
- Stolephorus babarani Hata, Lavoué & Motomura, 2020
- Stolephorus baganensis Delsman, 1931
- Stolephorus balinensis (Bleeker, 1849)
- Stolephorus bataviensis Hardenberg, 1933
- Stolephorus baweanensis Hardenberg, 1933
- Stolephorus belaerius Hata, Lavoué & Motomura, 2021
- Stolephorus bengalensis (Dutt & Babu Rao, 1959)
- Stolephorus brachycephalus Wongratana, 1983
- Stolephorus brevis Hata & Motomura, 2024
- Stolephorus carpentariae (De Vis, 1882)
- Stolephorus celsior Hata & Motomura, 2021
- Stolephorus chinensis (Günther, 1880)
- Stolephorus commersonnii Lacépède, 1803 – sardelina komersonka[9]
- Stolephorus concursus Hata & Motomura, 2021
- Stolephorus continentalis Hata & Motomura, 2018
- Stolephorus diabolus Hata, Lavoué & Motomura, 2022
- Stolephorus dubiosus Wongratana, 1983
- Stolephorus eclipsis Hata, Lavoué & Motomura, 2022
- Stolephorus eldorado Hata, Lavoué & Motomura, 2022
- Stolephorus grandis Hata & Motomura, 2021
- Stolephorus hindustanensis Hata & Motomura, 2022
- Stolephorus holodon (Boulenger, 1900)
- Stolephorus horizon Hata & Motomura, 2023
- Stolephorus indicus (van Hasselt, 1823) – anszowetka indyjska[10]
- Stolephorus insignus Hata & Motomura, 2018
- Stolephorus leopardus Hata & Motomura, 2021
- Stolephorus lotus Hata & Motomura, 2022
- Stolephorus mercurius Hata, Lavoué & Motomura, 2021
- Stolephorus meteorum Hata, Lavoué, Bogorodsky, Alpermann & Motomura, 2023
- Stolephorus multibranchus Wongratana, 1987
- Stolephorus nelsoni Wongratana, 1987
- Stolephorus oceanicus Hardenberg, 1933
- Stolephorus pacificus Baldwin, 1984
- Stolephorus rex Jordan & Seale, 1926
- Stolephorus ronquilloi Wongratana, 1983
- Stolephorus scitulus (Fowler, 1911)
- Stolephorus shantungensis (Li, 1978).
- Stolephorus tamilensis Gangan, Pavan-Kumar, Jahageerdar & Jaiswar, 2020
- Stolephorus taurus Hata, Lavoué & Motomura, 2022
- Stolephorus teguhi Kimura, Hori & Shibukawa, 2009.
- Stolephorus tri (Bleeker, 1852)
- Stolephorus waitei Jordan & Seale, 1926
- Stolephorus zephyrus Hata, Lavoué & Motomura, 2021
- Stolephorus zollingeri (Bleeker, 1849)